# Karla Pfeiferová
Karolina Pfeiferová, známá jako Karla Pfeiferová, též Karla Pfeiferová-Hlávková (23. března 1886 v devět hodin ráno [uváděn též mylný rok 1888] Vysoké čp. 47 [uváděna snad někdy mylně sousední ves Tříč, na níž směřuje stará cesta mezi jejím rodným domem a sochou svatého Jana Nepomuckého] – 25. prosince 1969 Praha), byla česká politička v rámci Československa, senátorka před druhou světovou válkou a po únoru 1948 poslankyně Národního shromáždění za Komunistickou stranu Československa.

## Biografie
Narodila se za pomoci zkoušené porodní báby Anny Bělochové z města Vysokého (později zvaného Vysoké nad Jizerou) čp. 4 jako nemanželská dcera Anežky Jandurovy a vnučka rolníka Josefa Jandury z Vysokého čp. 47 a Karoliny Jandurové, rozené Jiřičovy z Olešnice ve vysockém soudním a samosprávném okrese. Jako Karolina byla 24. března 1886 katolicky pokřtěna vysockým kaplanem Vácslavem Beranem. Legitimována na manželské dítě byla až 4. března 1889 sňatkem své matky a svého otce, kterým byl kolář Jan Pfeifer z „Doleního Polumného“ čp. 679, syn Františka Pfeifera, domkáře v „Grabschicích“ čp. 21 na jaroměřském okrese, a Kateřiny Pfeifrové, rozené Stumpeovy z „Wölsdorfu“ čp. 3 v královédvorském okrese.
Karla již po odchodu z Vysokého po třicet let pracovala jako textilní dělnice v Mauthnerově tkalcovně v Šumburku nad Desnou. Byla zakládající členkou a funkcionářkou Komunistické strany Československa. Angažovala se v Rudých odborech v Brně, vydávala odborářská periodika, za druhé světové války působila v odboji. Do odborové organisace svazu textilní unie se sídlem v Liberci vstoupila 15. května 1918.
V parlamentních volbách v roce 1935 získala senátorské křeslo v Národním shromáždění republiky Československé. V senátu setrvala do října 1938, kdy její mandát zanikl v důsledku omezených hranic Česko-Slovenské republiky. Profesí byla k roku 1935 tajemnicí v Hradci Králové.
Politicky se angažovala i po druhé světové válce. Ve volbách roku 1948 byla zvolena do Národního shromáždění za Komunistickou stranu Československa ve volebním kraji Brno. V parlamentu setrvala až do konce funkčního období, tedy do voleb v roce 1954. IX. sjezd KSČ ji zvolil za členku Ústředního výboru Komunistické strany Československa. Rezignovala na tento post v únoru 1951.